# Baron Holbah
Pol Henri Ditrih (fr. Paul Henri Thiry d'Holbach; 8. decembar, 1723, Edelshajm − 21. januar, 1789, Pariz) poznatiji kao baron Holbah je bio francusko-nemački filozof, predstavnik francuskog materijalizma i jedan od učesnika u pisanju Enciklopedije.
Zagovornik je materijalizma i ateizma, kritikovao je učenje Džordža Berklija i Voltera. Smatrao je da se deca rađaju kao ateisti. 

## Dela
- Razgolićeno hrišćanstvo i Sistem prirode.

## Dodatna literatura
- Jonathan Israel, A Revolution of the Mind: Radical Enlightenment and the Intellectual Origins of Modern Democracy (Princeton University Press 2010).
- David Holohan (Translator), Christianity Unveiled by Baron d'Holbach: A Controversy in Documents, (Hodgson Press, 2008).
- Max Pearson Cushing, Baron d'Holbach: a study of eighteenth-century radicalism in France (New York, 1914).
- Alan Charles Kors, D'Holbach's Coterie: An Enlightenment in Paris (Princeton University Press, 1976).
- Alan Charles Kors, "The Atheism of D'Holbach and Naigeon", Atheism from the Reformation to the Enlightenment (Oxford: Clarendon Press, 1992).
- John Lough, "Helvétius and d'Holbach", Modern Language Review, Vol. 33, No. 3. (Jul., 1938).
- T. C. Newland, "D'Holbach, Religion, and the 'Encyclopédie'", Modern Language Review, Vol. 69, No. 3, (Jul., 1974), pp. 523–533.
- Virgil W. Topazio, D'Holbach's Moral Philosophy: Its Background and Development (Geneva: Institut et Musée Voltaire, 1956).
- Everett C. Ladd, Jr., "Helvétius and d'Holbach", Journal of the History of Ideas (1962) 23(2): 221-238.
- Virgil V. Topazio, "Diderot's Supposed Contribution to D'Holbach's Works", in Publications of the Modern Language Association of America, LXIX, 1, 1954, pp. 173–188.
- S. G. Tallentyre (pseud. for Evelyn Beatrice Hall), The Friends of Voltaire (1907).
- W. H. Wickwar, Baron d'Holbach: A Prelude to the French Revolution (1935)
- G. V. Plekhanov, Essays in the History of Materialism (trans. 1934)
- John Lough, Essays on the Encyclopédie of Diderot and D'Alembert (London : Oxford University Press, 1968)
- René Hubert, D'Holbach et ses amis (Paris: André Delpeuch, 1928).
- Paul Naville, D'Holbach et la philosophie scientifique au XVIIIe siècle. Rev. ed. Paris, 1967
- J. Vercruysse, Bibliographie descriptive des écrits du baron d'Holbach (Paris, 1971).
- A. Sandrier, Le style philosophique du baron d'Holbach, Honoré Champion (Paris, 2004).

## Spoljašnje veze
- Baron d'Holbach на сајту Пројекат Гутенберг (језик: енглески)